# Kaktus (system rozpoznawczo-zakłócający)
System Rozpoznawczo-Zakłócający KAKTUS – naziemny system rozpoznawczo-zakłócający, przeznaczonych do prowadzenia walki elektronicznej w zakresie rozpoznania elektronicznego (ESM) i przeciwdziałania elektronicznego (ECM).

## Historia rozwoju
Prototypowy zestaw KAKTUS w wersji KAKTUS-MO (moduł operacyjny) został opracowany w latach 2007–2010, przez konsorcjum w składzie: Instytut Komunikacji Wydziału Elektroniki WAT, Wojskowego Instytutu Łączności oraz firm WITPiS, KenBIT, Thales, Rodhe&Schwartz, Bonn Elektronik, Poynting, Transbit, WAREL, Jelcz S.A. oraz WZM S.A. Celem programu było skonstruowanie nowoczesnego zautomatyzowanego systemu do prowadzenia walki elektronicznej (WE) przez bataliony WE na szczeblu operacyjnym w zakresie HF (1-30 MHz) i na szczeblu taktycznym w zakresie HF, VHF, UHF (1–3000 MHz). System spełnia wymagania współczesnego pola walki, standardy NATO spełnia wymogi interoperacyjności z zautomatyzowanymi systemami dowodzenia używanymi w Wojsku Polskim oraz z wojsk NATO.
W 2017 roku rozpoczęto postępowanie na opracowanie i dostawę dwóch seryjnych systemów rozpoznawczo-zakłócających Kaktus MO dla Sił Zbrojnych RP.

## Opis
Zautomatyzowany system rozpoznawczo-zakłócający KAKTUS-MO przeznaczony jest do prowadzenia walki elektronicznej w zakresie ESM i ECM. Zadania rozpoznawcze polegają na gromadzeniu informacji o składzie i dyslokacji ugrupowania przeciwnika, a także sposobie ich działań. W zakresie przeciwdziałania system KAKTUS przeznaczony jest do prowadzenia ofensywnych działań elektronicznych polegających na emitowaniu zakłócającej energii elektromagnetycznej na częstotliwościach pracy urządzeń odbiorczych przeciwnika. System zapewnia współpracę z Zautomatyzowanym Systemem Dowodzenia Wojsk Lądowych oraz interoperacyjność z analogicznymi systemami dowodzenia NATO.

### Skład modułu
W skład pojedynczego systemu KAKTUS-MO wchodzi:
- Wóz Dowodzenia Walką Elektroniczną szczebla operacyjnego
- Wóz Analizy
- cztery sztuki namiernika radiowego zakresu HF
- cztery sztuki stacji zakłóceń HF
- sześciu sztuk Aparatowni Radioodbiorczej

## Galeria

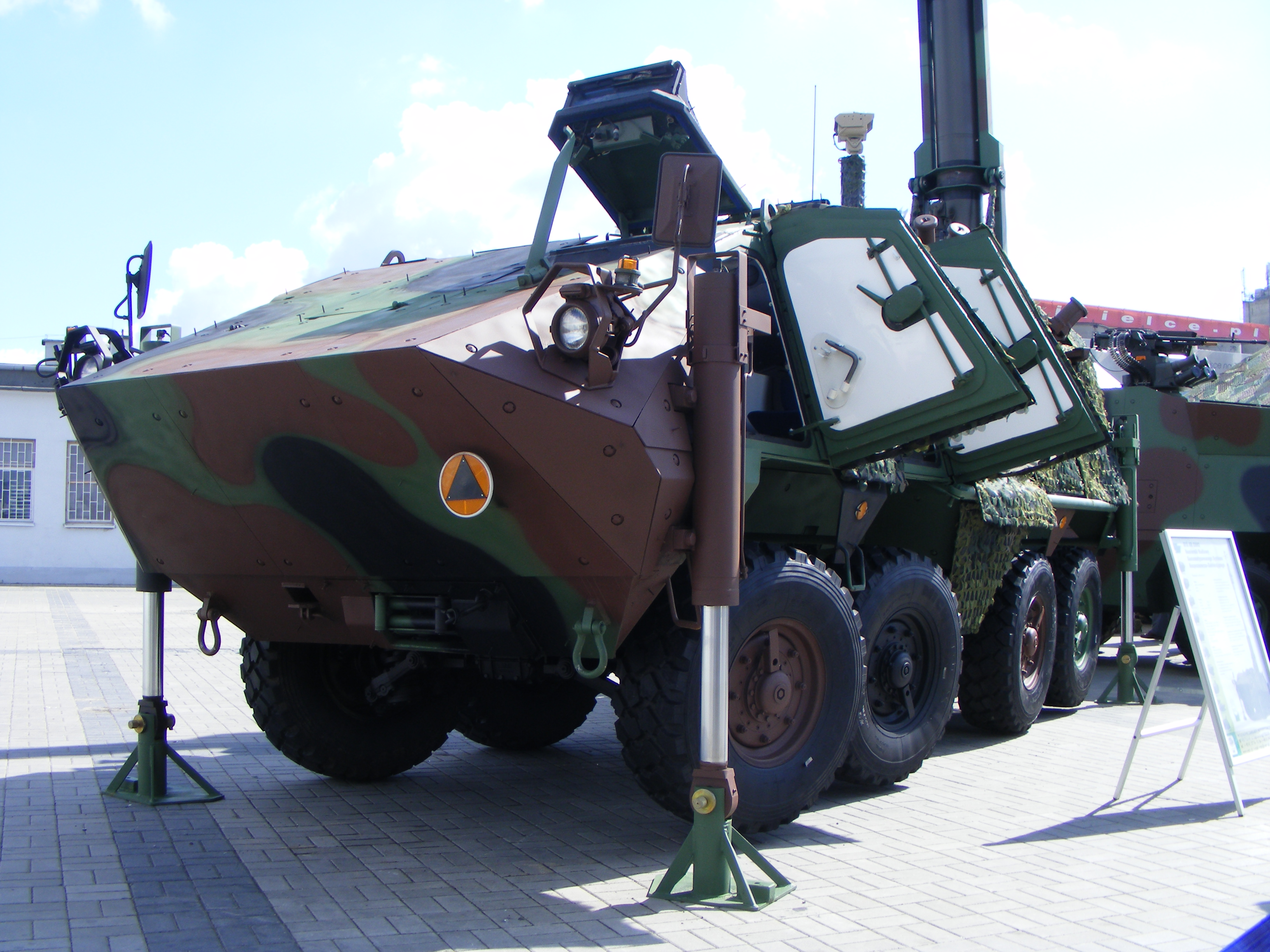
Namiernik Radiowy Zautomatyzowanego Systemu Rozpoznawczo-Zakłócającego KAKTUS
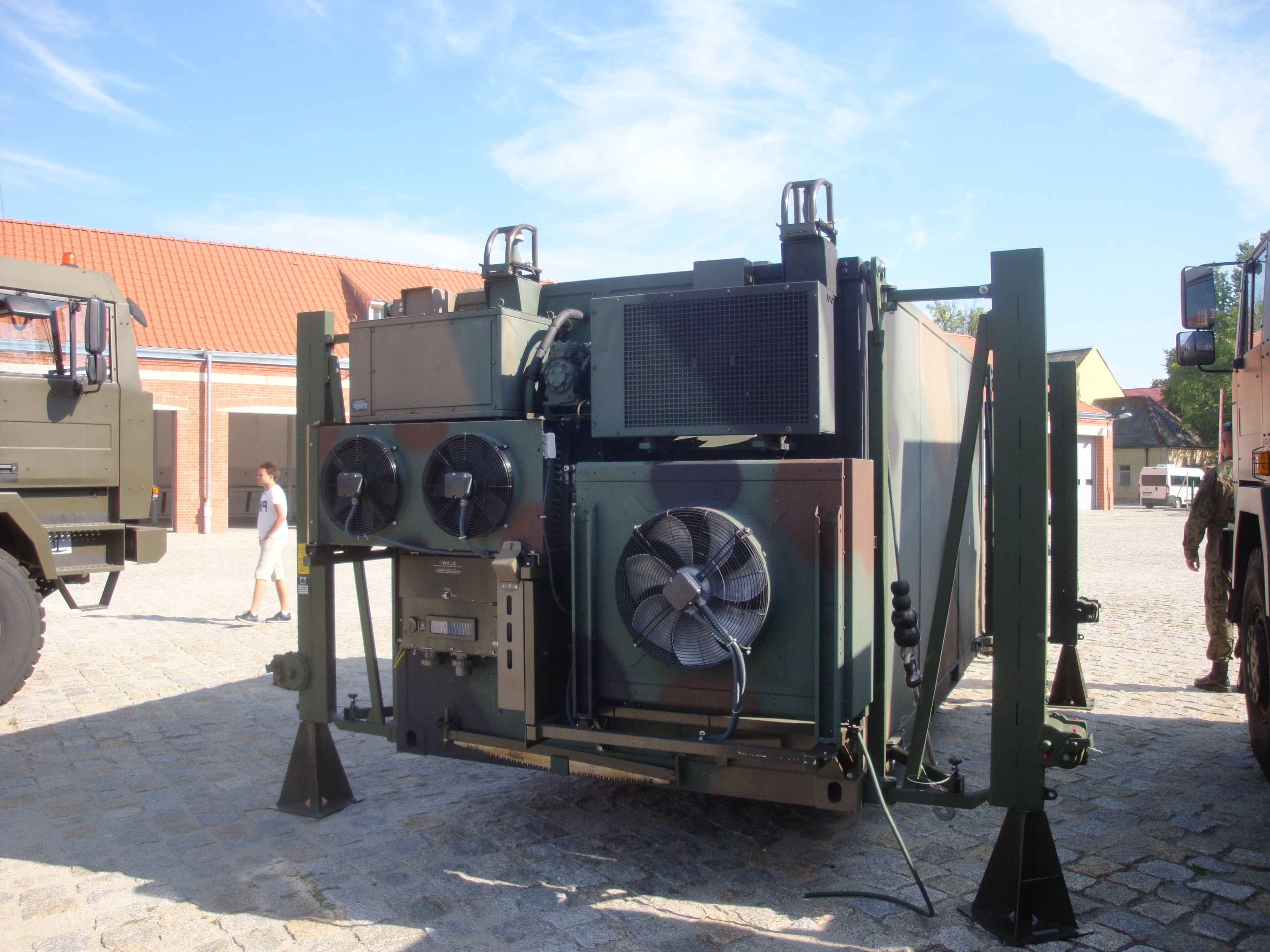
Jeden z kontenerów systemu rozpoznawczo-zakłócającego KAKTUS
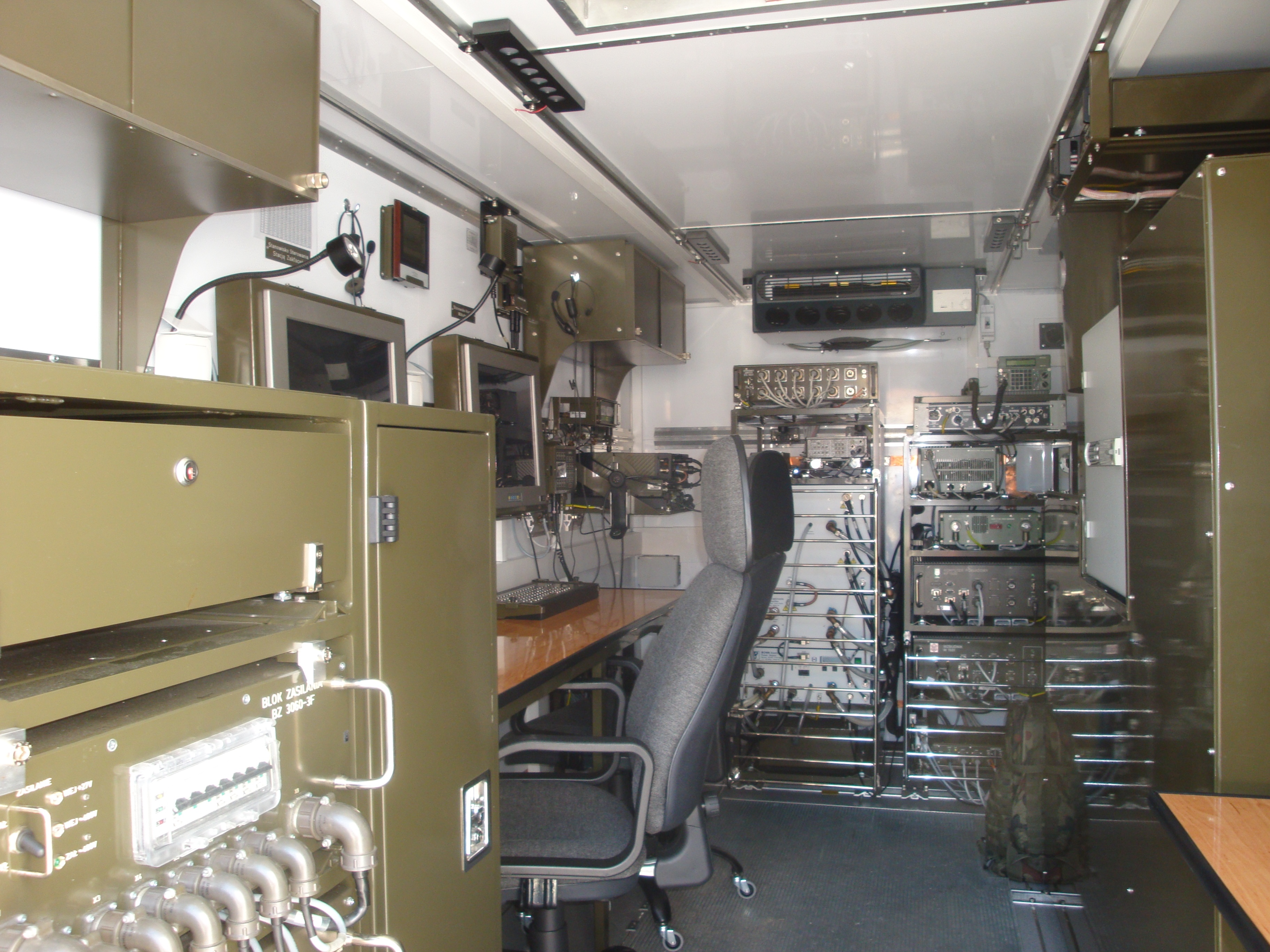
Wnętrze jednego z kontenerów
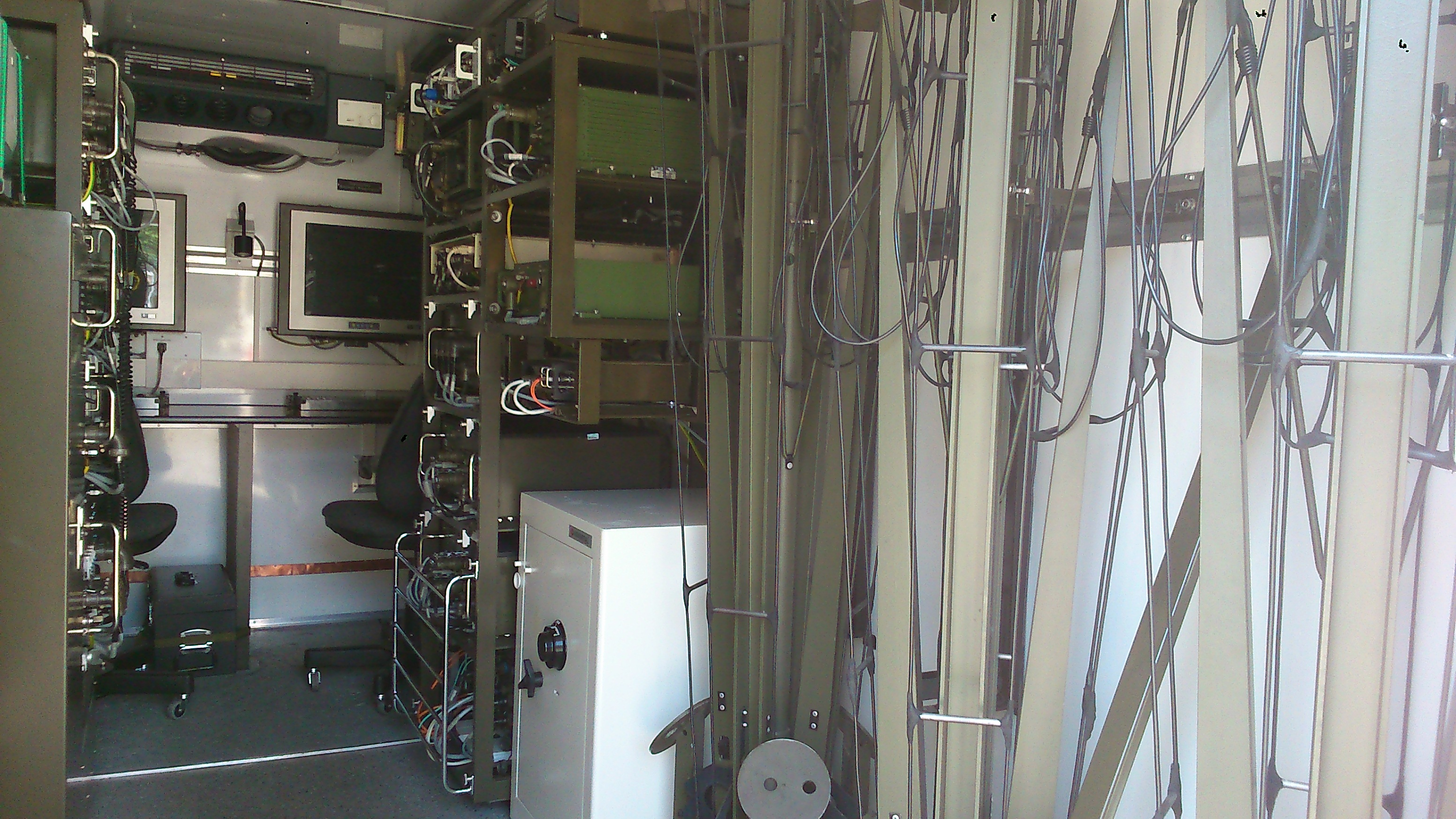
Wnętrze jednego z kontenerów